# Aeroporto Internacional de Nashville
O Aeroporto Internacional de Nashville (em inglês: Nashville International Airport) (IATA: BNA, ICAO: KBNA) é um aeroporto internacional localizado em Nashville no estado do Tennessee, nos Estados Unidos.